# Fredegunda
Fredegunda (latinsky Fredegundis, francouzsky Frédégonde, 6. století Montdidier - 8. prosince 597 Paříž) byla franskou královnou, třetí manželkou Chilpericha I., merovejského krále v Soissons. Od roku 584 do roku 597 byla regentkou svého syna Chlothara II.
Fredegunda má v historických zdrojích velmi špatnou pověst, především Řehoř z Tours ji zmiňuje jako nemilosrdně vražednou a sadisticky krutou, zejména v jejím dlouhotrvajícím sváru s královnou Brunhildou z Austrasie.

## Životopis
Fredegunda se narodila do prosté rodiny, své postavení a moc získala až prostřednictvím svého vztahu s králem Chilperichem. Původně byla služebnicí Chilperichovy první manželky Audovery. Během služby si získala Chilpericovu náklonnost a přesvědčila ho, aby se s Audoverou rozvedl a umístil ji do kláštera. Řehoř z Tours ve svých spisech poznamenal, že Fredegunda si sebou přinesla hezké věno, což vyvolalo přízeň a náklonnost krále Chilpericha. I přes tuto náklonnost se Chilperich nakonec oženil s Galswinthou, dcerou vizigótského krále Athanagilda a sestrou Brunhildy, manželky Sigiberta I., který byl bratrem Chilpericha, přičemž Chilperich Athanagildovi slíbil, že před svatbou zapudí všechny své konkubíny.

### Konflikt s Brunhildou
Fredegunda se nechtěla svého postavení vzdát a tak pravděpodobně krátce po svatbě v roce 568 Galswinthu uškrtila a znovu získala přízeň Chilpericha, který se s ní tentokrát již oženil. To se ale nelíbilo sestře zavražděné Galswinthy Brunhildě, která vyvolala svár, který je známý jako "Válka dvou královen" a který přetrval více než 40 let.

### Konflikt s Rigundou
Řehoř z Tours ve svých spisech zmínil velmi špatný vztah Fredegundy s její vlastní dcerou Rigundou. Fredegunda na svou dceru velmi žárlila, protože Rigunda neustále prohlašovala, že by měla být královnou na jejím místě. Fredegunda ji pod záminkou velkodušnosti vzala ke královské pokladně. Když otevřela velikou pokladnici předstírala únavu a proto požádala Rigundu, aby pro ní z pokladny vybrala vhodný šperk. Následně nad Rigundou zavřela velké víko pokladnice a patrně by ji zabila, kdyby služebníci nakonec nepřispěchali na pomoc.

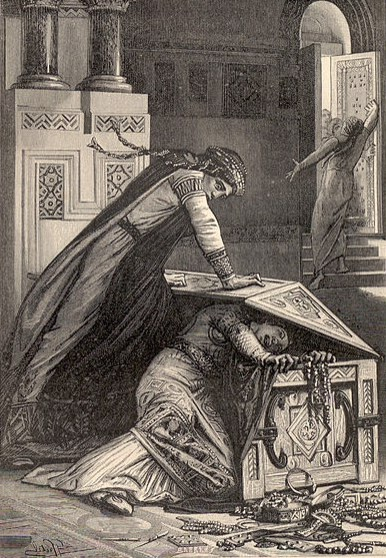
Fredegundin pokus o vraždu vlastní dcery Rigundy

Když byla Rigunda poslána k jejímu vizigótskému snoubenci Rekkaredovi, synovi Leovigilda, její doprovod vezl mnoho darů. Fredegunda tvrdila, že všechny dary pocházely z majetku jejího manžela. Na dlouhé cestě doprovod Rigundu opakovaně okrádal a opouštěl. Když dorazila do Toulouse, zbývalo z pokladu jen málo. Když Chilperich v roce 584 zemřel, odebral se Desiderius z Akvitánie do Toulouse, aby zajistil zbývající poklad.
Údajně v roce 575 nařídila zavraždit Sigiberta I.
| „                | Když pak přišel na dvůr, jehož jméno je Vitry, shromáždilo se okolo něj všechno vojsko, vyzdvihlo jej na štítě a ustanovilo jej za svého krále. Tu však pod záminkou, jako by chtěli něco navrhnout, se k němu protlačili dva královnou Fredegundou svedení sluhové a velkými, jedem napuštěnými noži, kterým se lidově říka scramasaxy, mu poranili oba boky. Sigibert vykřikl, zhroutil se a zakrátko vydechl naposledy. | “ |
| — Řehoř z Toursu | |   |

### Regentka
Po smrti Chilpericha I. v roce 584 se Fredegunda stala regentkou nezletilého syna Chlothara II. Kromě vraždy Sigiberta I. se pokusila o vraždu Sigibertova syna Childeberta II., jejího švagra Guntrama, burgundského krále a Brunhildy. Po záhadné vraždě Chilpericha se Fredegunda zmocnila královského pokladu a uchýlila se do katedrály Notre Dame de Paris. Ona i její přeživší syn Chlothar II. byli pod ochranou Guntrama, dokud nezemřel v roce 592. Nově ovdovělá Fredegunda se pokusila svést neustrijského úředníka Eberulfa, ale nakonec byla odmítnuta. Řehoř z Tours ji později podezříval z organizování atentátu na Eberulfa.

### Pronásledování Praetextata
Řehoř z Tours dále naznačuje, že perzekuci biskupa Praetextata vedla do značné míry Fredegunda, protože po návratu Praetextata z exilu se s ním setkala a hrozila mu opětovným vyhoštěním. Biskupa to však neznepokojovalo, protože věřil, že odměnu získá v nebi, zatímco Fredegunda bude potrestána v pekle. Fredegunda nakonec v roce 586 nařídila Praetextata během velikonoční mše zavraždit. Jeden z jejich sluhu biskupa během mše smrtelně zranil. Fredegunda ještě navštívila Praetextata u smrtelné postele a nabídla mu pomoc svých lékařů, což Řehoř z Tours interpretoval jako záminku být svědkem biskupovy smrti. Praetextatus než podlehl svým zraněním ji vyzval, aby činila pokání se ze svých hříchů. Fredegunda později organizovala další vražedná spiknutí proti řadě politických činitelů, kteří atentáty odsoudili, včetně biskupa z Bayeux a krále Guntrama.

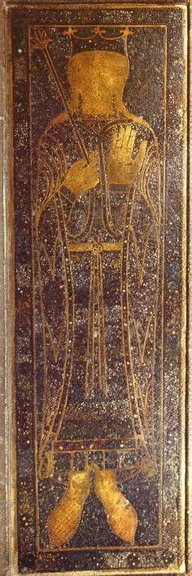
Fredegundin náhrobek (Saint-Denis)

## Smrt
Fredegunda zemřela přirozenou smrtí 8. prosince 597 v Paříži. Byla pohřbena v pařížském klášteře Saint-Germain-des-Prés, její náhrobek v podobě mozaiky z mramoru a mědi je od roku 1816 umístěn v Saint-Denis.
Fredegunda se toho nedožila, ale poprava Brunhildy, kterou nařídil Chlothar II., se nesla ve znamení jejího konfliktu s Fredegundou.